# 伊号第三百六十二潜水艦
| 画像をアップロード |                                                                     |
| 艦歴               |                                                                     |
| 計画               | 昭和18年度計画（改⑤計画）                                           |
| 起工               | 1943年3月17日                                                       |
| 進水               | 1943年11月29日                                                      |
| 就役               | 1944年5月25日                                                       |
| その後             | 1945年1月18日戦没                                                   |
| 除籍               | 1945年4月10日                                                       |
| 性能諸元           |                                                                     |
| 排水量             | 基準1,440t、常備1,779t 水中2,215t                                   |
| 全長               | 73.50m                                                              |
| 全幅               | 8.90m                                                               |
| 吃水               | 4.76m                                                               |
| 機関               | 艦本式23号乙8型ディーゼル2基2軸 水上：1,850馬力 水中：1,200馬力     |
| 速力               | 水上：13.0kt 水中：6.5kt                                            |
| 航続距離           | 水上：10ktで5,000海里 水中：3ktで120海里                            |
| 燃料               | 重油：282トン                                                       |
| 乗員               | 55名                                                                |
| 兵装               | 40口径14cm単装砲1門 25mm単装機銃2挺 53cm魚雷発射管 艦首2門、魚雷2本 |
| 備考               | 安全潜航深度：75m 物資搭載量：艦内65トン、艦外20トン                |

伊号第三百六十二潜水艦（いごうだいさんびゃくろくじゅうにせんすいかん）は、大日本帝国海軍の潜水艦。伊三百六十一型潜水艦の2番艦。メレヨン島への輸送任務中に戦没。以下、艦名は「伊362潜」と略記する。

## 艦歴
1942年の改⑤計画第5462号艦。1943年3月17日、三菱重工業神戸造船所にて起工。同年11月29日に進水。1944年5月25日、竣工。横須賀鎮守府籍。同日第十一潜水戦隊に編入。
8月15日、第七潜水戦隊に編入。
8月23日、横須賀（または呉）を発し、ナウル島への輸送任務に従事。9月14日に揚陸を行い、トラック（9月21日着、23日発、または22日発）を経て10月3日に横須賀に帰投した。ナウル・トラック間ではトラック島への後送者など85名を、トラックからは傷病兵や転勤者など83名を乗せた。また、復路では空薬莢22トンも運んだ。
10月24日、横須賀を発し、南鳥島への輸送任務に従事。10月30日に揚陸を行って11月6日に横須賀に帰投した。
1945年1月1日（または1月11日）にメレヨン島およびトラックへの輸送作戦で横須賀発。しかし、「伊362潜」はメレヨン島に現れず行方不明となった。1月14日、「伊362潜」は東カロリン諸島北方でアメリカエヴァーツ級護衛駆逐艦「フレミング」の爆雷およびヘッジホッグによる攻撃によって撃沈された。87名全員戦死。
3月15日、カロリンで喪失と認定。4月10日、除籍。

## 歴代艦長
※『艦長たちの軍艦史』444頁による。

### 艦長
1. 南部伸清 少佐：1944年5月25日 -
2. 木原栄 大尉：1944年10月10日 -
3. 中島英之助 少佐：1944年12月2日 - 1945年1月18戦死